# Wouro Donka
Wouro Donka (Ouro Donka) est un village du Cameroun situé dans le département de la Bénoué et la région du Nord. Il fait partie de la commune de Bibémi.   
Coordonnées: longitude 13.69° est, latitude 9.18° nord

## Population
Selon le Plan Communal de Développement de Bibémi daté de Mai 2014, la localité comptait 300 habitants. Le nombre d’habitants était de 331 d'après le recensement de 2005.